# Domnul Jones (film)
Domnul Jones este un film regizat de Agnieszka Holland.